# Tripulació de l'expedició Endurance
La tripulació de l'expedició Endurance fou l'equip expedicionari que, sota el comandament d'Ernest Shackleton, va intentar travessar l'Antàrtida entre 1914-1917. Després de la conquesta del pol Sud per Roald Amundsen el 1911 (Expedició Amundsen), la travessia del continent romania, en paraules de Shackleton, com l'"únic gran objectiu principal dels viatges Antàrtics". L'expedició oficialment s'anomenava Expedició Imperial Transantàrtica i, si bé no va aconseguir acomplir el seu objectiu, és recordada com una història èpica d'heroisme i supervivència.
L'equip expedicionari estava dividit en dos grups: la tripulació del mar de Weddell formada pels homes que intentarien la travessia, i la tripulació del mar de Ross, equip de suport del primer grup, amb la missió de subministrar provisions a l'altre costat del Pol Sud per als membres de la tripulació del mar de Weddell que farien la travessia. Els dos braços de l'expedició estaven formats per 28 homes cadascú. El vaixell de la tripulació del mar de Weddell, l'Endurance es va enfonsar a la banquisa i l'intent de travessia mai es va arribar a fer. Tota la tripulació del mar de Weddell fou rescatada, però uns quants membres de la tripulació del mar de Ross no varen sobreviure quan el seu vaixell de suport, l'Aurora trencà les amarres i se n'anà a la deriva, deixant la tripulació abandonada a la costa.
S'han inclòs els noms i dates de naixement coneguts.
Després que l'Endurance s'enfonsés, la tripulació del mar de Weddell esmerçà alguns mesos acampats al gel abans de marxar cap a l'illa Elephant amb els tres bots salvavides rescatats del vaixell: el James Caird, el Dudley Docker i el Stancomb Wills.

## Tripulació del mar de Weddell
| Nom                        | Naix. | Mort | Bot                   | Càrrec                  | Informació addicional |
| -------------------------- | ----- | ---- | --------------------- | ----------------------- | --- |
| Sir Ernest Shackleton      | 1874  | 1922 | James Caird (Patró)   | Comandant               | Equip de rescat del James Caird (Patró) |
| Frank Wild                 | 1873  | 1939 | James Caird           | 2n. comandant           | Comandant del grup de l'illa Elephant |
| Frank Worsley              | 1872  | 1943 | Dudley Docker (Patró) | Capità de l'Endurance   | Equip de rescat del James Caird (navegant) |
| Frank Hurley               | 1885  | 1962 | James Caird           | Fotògraf                | |
| Hubert Hudson              | 1886  | 1942 | Stancomb Wills(Patró) | Navegant                | |
| Lionel Greenstreet         | 1889  | 1979 | Dudley Docker         | 1r. Oficial             | |
| Tom Crean                  | 1877  | 1938 | Stancomb Wills        | 2n. Oficial             | Equip de rescat del James Caird |
| Alfred Cheetham            | 1867  | 1918 | Dudley Docker         | 3r. Oficial             | |
| Lewis Rickinson            | 1883  | 1945 | Stancomb Wills        | Enginyer en cap         | Va patir un sospitós atac de cor mentre era a l'illa Elephant |
| Alexander Kerr             | 1892  | 1964 | Dudley Docker         | 2n. Enginyer            | |
| James McIlroy              | 1879  | 1968 | Stancomb Wills        | Cirurgià                | |
| Alexander Macklin          | 1889  | 1967 | Dudley Docker         | Cirurgià                | |
| Robert Clark               | 1882  | 1950 | James Caird           | Biòleg                  | |
| Leonard Hussey             | 1891  | 1964 | James Caird           | Metereòleg              | |
| James Wordie               | 1889  | 1962 | James Caird           | Geòleg                  | |
| Reginald James             | 1891  | 1964 | James Caird           | Físic                   | |
| George Marston             | 1882  | 1940 | Dudley Docker         | Artista                 | |
| Thomas Orde-Lees           | 1877  | 1958 | Dudley Docker         | Magatzemer i mecànic    | |
| Harry "Chippy" McNish      | 1874  | 1930 | James Caird           | Fuster                  | Equip de rescat del James Caird . No recomanat per a la Medalla polar |
| Charles Green              | 1888  | 1974 | James Caird           | Cuiner                  | |
| William Stephenson         | 1889  | 1953 | Stancomb Wills        | Maquinista              | No recomanat per a la Medalla polar |
| Ernest Holness             | 1892  | 1924 | Dudley Docker         | Maquinista              | No recomanat per a la Medalla polar |
| John Vincent               | 1879  | 1941 | James Caird           | Mariner                 | Equip de rescat del James Caird . No recomanat per a la Medalla polar |
| Timothy McCarthy           | 1888  | 1917 | James Caird           | Mariner                 | Equip de rescat del James Caird |
| Walter How                 | 1885  | 1972 | Stancomb Wills        | Mariner                 | |
| William Bakewell           | 1888  | 1969 | Stancomb Wills        | Mariner                 | Reclutat a Buenos Aires |
| Thomas McLeod              | 1869  | 1960 | Dudley Docker         | Mariner                 | |
| Perce Blackborow           | 1894  | 1949 | Stancomb Wills        | Cambrer                 | Macklin i McIlroy li varen haver d'amputar els dits del peu esquerre a l'Illa Elephant degut a la gangrena. |
| Sir Daniel Fulthorpe Gooch | 1869  | 1926 | -                     | Ensinistrador de gossos | Mai considerat un membre permanent de l'expedició, ja que ajudà a Shackleton quan l'ensinistrador de gossos dimití de l'expedició al darrer moment. Retornà a Anglaterra quan l'Endurance es va aturar a Geòrgia del Sud |
| Mrs. Chippy                |       | 1915 | -                     | Mascota                 | Gat de McNish's. Sacrificat l'endemà que l'Endurance s'enfonsés |

## Tripulació del mar de Ross
| Nom                           | Naix. | Mort | Càrrec             | Informació addicional   |
| ----------------------------- | ----- | ---- | ------------------ | ----------------------- |
| Aeneas Mackintosh             | 1879  | 1916 | Comandant          | Mort durant l'expedició |
| Ernest Joyce                  | 1875  | 1940 | Trineus i gossos   |                         |
| Ernest Wild                   | 1879  | 1918 | Provisions         |                         |
| Reverend Arnold Spencer-Smith | 1883  | 1916 | Capellà i Fotògraf | Mort durant l'expedició |
| John Lachlan Cope             | 1893  | 1947 | Biòleg i Cirurgià  |                         |
| Alexander Stevens             | 1886  | 1965 | Cap científic      |                         |
| Richard W Richards            | 1893  | 1985 | Físic              |                         |
| Andrew Keith Jack             | 1885  | 1966 | Físic              |                         |
| Irvine Gaze                   | 1890  | 1978 | Assistent          |                         |
| Victor Hayward                |       | 1916 | Assistent          | Mort durant l'expedició |

| Nom                        | Naix. | Mort | Càrrec                             | Informació addicional                                                               |
| -------------------------- | ----- | ---- | ---------------------------------- | ----------------------------------------------------------------------------------- |
| Aubrey Howard Ninnis       |       | 1956 | Especialista trineus a motor       | Previst per a l'equip de terra, es va quedar embarcat quan l'Aurora anà a la deriva |
| Lionel Hooke               | 1895  | 1974 | Operador telegràfic                | Previst per a l'equip de terra, es va quedar embarcat quan l'Aurora anà a la deriva |
| Joseph Stenhouse           | 1887  | 1941 | 1r. Oficial (posteriorment Capità) |                                                                                     |
| Leslie Thompson            |       |      | 2n. Oficial                        |                                                                                     |
| Alfred Larkman             |       | 1962 | Enginyer en cap                    |                                                                                     |
| C. Adrian Donnelly/Donolly |       |      | 2n. Enginyer                       |                                                                                     |
| James Paton                | 1869  | 1918 | Contramestre                       |                                                                                     |
| Clarence Maugher/Mauger    |       |      | Fuster                             |                                                                                     |
| Sydney Atkin               |       |      | Mariner                            |                                                                                     |
| Arthur Downing             |       |      | Mariner                            |                                                                                     |
| William Kavanagh           |       |      | Mariner                            |                                                                                     |
| A. " Shorty " Warren       |       |      | Mariner                            |                                                                                     |
| Charles Glidden            |       |      | Grumet                             |                                                                                     |
| S. Grady/Grade             |       |      | Maquinista                         |                                                                                     |
| William Mugridge           |       |      | Maquinista                         |                                                                                     |
| Harold Shaw                |       |      | Maquinista                         |                                                                                     |
| Edward Wise                |       |      | Cuiner                             |                                                                                     |
| Emile d'Anglade            |       |      | Marmitó                            |                                                                                     |